# كارلوس كانو
كارلوس كانو (بالإسبانية: Carlos Cano de la Fuente)‏ هو ممثل بيروفي، ولد في 3 أكتوبر 1955 بليما في بيرو، وتوفي بنفس المكان في 23 ديسمبر 2015 بسبب سرطان البنكرياس.

## وصلات خارجية
- كارلوس كانو على موقع IMDb (الإنجليزية)
- كارلوس كانو على موقع قاعدة بيانات الفيلم (الإنجليزية)